# Leopoldo Galtieri
Leopoldo Fortunato Galtieri Castelli (15 tháng 7 năm 1926 - 12 tháng 1 năm 2003) là tổng thống, trung tướng Argentina. Ông là tổng thống Argentina từ 22/12/1981 đến 18/6/1982, trong chế độ độc tài quân sự cuối cùng (được gọi chính thức là quá trình Tổ chức lại Quốc gia). Đội tử thần Intelligence Battalion 601 báo cáo trực tiếp cho ông.Ông là người lãnh đạo Hội đồng quân sự.
Sau khi Argentina thất bại tại chiến tranh Falkland, một cuộc chiến do Argentina phát động để chiếm quần đảo Falkland với Vương quốc Anh, Hội đồng quân sự của nhà độc tài Leopoldo Galtieri ở Argentina đã sụp đổ.

## Thời trẻ
Galtieri là con của cha mẹ tầng lớp lao động nghèo nhập cư Ý. Năm 17 tuổi, ông theo học tại Học viện Quân sự quốc gia để nghiên cứu kỹ thuật dân sự, và đầu sự nghiệp quân sự của ông là một sĩ quan trong ngành kỹ thuật.

## Vươn lên quyền lực
Năm 1975, sau hơn 25 năm làm một kỹ sư chiến đấu, ông trở thành chỉ huy của đội kỹ thuật của Argentina. Ông là một người ủng hộ nhiệt tình của các cuộc đảo chính quân sự bắt đầu quá trình tự theo kiểu Tổ chức lại quốc gia vào năm 1976 và thăng hàm trở thành một vị tướng quan trọng trong năm 1977, và chỉ huy trưởng trong năm 1980 với cấp bậc trung úy nói chung.
Trong thời gian cai trị của chính quyền, Quốc hội đã bị đình chỉ, đoàn thể, các đảng phái chính trị và chính quyền cấp tỉnh đã bị cấm, và những gì được biết đến như "Chiến tranh bẩn" giữa 9.000 và 30.000 người được coi là cánh tả "phá hoại" biến mất khỏi xã hội. Tra tấn và hành quyết hàng loạt đã được cả hai phổ biến. Các nền kinh tế, vốn đã được ở trong tình trạng nghiêm trọng trước khi cuộc đảo chính, thu hồi trong một thời gian ngắn, sau đó xấu đi hơn nữa.